# Virtus Viterbo
L'A.S.D. Ants Basket Viterbo è la principale società di pallacanestro femminile di Viterbo. La società è stata fondata nel 2004, come satellite della A.S.D. Virtus Viterbo, a sua volta nata nel 1995 dalle ceneri della SISV Viterbo. Il fondatore è Carlo Scaramuccia, allenatore e dirigente viterbese, già tra i fondatori della Virtus.

## Storia

### Sisv Viterbo
Per circa un quindicennio la vecchia Sisv, acronimo di Società per l’Incremento Sportivo Viterbese, ha raggiunto i vertici italiani ed europei della pallacanestro donne, vincendo due Coppe Italia (1984-1988) e ottenendo due secondi posti nel 1985, in campionato e in Coppa Ronchetti. Ha disputato 14 stagioni in Serie A1 e quattro volte la Coppa Ronchetti.
Nel 1985 raggiunse la finale di Coppa Ronchetti e la finale scudetto, uscendo sconfitta da entrambe per mano rispettivamente di CSKA Mosca e Vicenza.
La Sisv Viterbo, presieduta da Enzo Colonna, dopo l'ultima retrocessione in A2 trasferì l'attività al settore maschile, assumendo la guida della Libertas Tuscia. 

### Virtus Viterbo
Dopo la chiusura della Sisv, la pallacanestro femminile a Viterbo venne ricostituita solo nel 1995, e nelle stagioni 1996-97 e 1997-98 vinse entrambi i campionati di Serie C e Serie B approdando così nella serie A2. 
Dopo tre stagioni, nel 2002 la Virtus Viterbo allenata da Carlo Scaramuccia batte Udine nei playoff e viene promossa in A1.
Nel 2002-03 la Virtus ottiene la salvezza, piazzandosi al dodicesimo posto, mentre il 2003-04 si presenta come un'annata negativa per la squadra, che retrocede in A2 dopo un ultimo posto nella prima fase e due penultimi posti nel doppio girone di playout. 
Nel 2004-05 la società allestisce un roster molto competitivo che domina la serie A2, tornando direttamente nel massimo campionato.
Nel 2005-06, si assiste a stagione in corso all'avvicendamento tra lo storico coach Carlo Scaramuccia e Antonio Marzoli, che dopo il dodicesimo posto in regular season salva la squadra ai playout battendo Vicenza. 
Nel 2006-07 sulla panchina gialloblu arriva Massimo Riga, che porta la Virtus all'undicesimo posto, ma serviranno gli spareggi per salvarsi, dove poi eliminerà la Comense. 
Nel 2007-08 a guidare la squadra è Federico Xaxa, che però non avendo il tesserino da allenatore omologato per la categoria viene coadiuvato da Giorgio Fioretto. Xaxa a gennaio viene sostituito da Claudio Agresti, che nonostante un bel girone di ritorno non riesce ad evitare i playout. La Virtus perde entrambe le serie con Ribera e Pomezia e retrocede in A2.
Nell'estate 2008 Pomezia rinuncia al titolo di serie A1 cedendo i diritti alla Virtus Viterbo, che così torna subito in massima serie proprio al posto della squadra che l'aveva condannata alla retrocessione. L'allenatore è ancora Agresti, ma la squadra che deve affrontare la stagione 2008-09 è completamente rinnovata. Tra ottobre e novembre una crisi societaria porta a una consistente riduzione dell'organico e dello staff tecnico e la stagione terminerà con un'altra retrocessione in A2.
Nella stagione 2009-10 la Virtus Viterbo mantiene il titolo di serie A2, cambia interamente i quadri dirigenziali, fondendosi con la storica società del San Raffaele di Roma, che in passato ha vinto molti titoli a livello giovanile. Il nuovo presidente Giancarlo Cilo iscrive al campionato una squadra interamente composta da ragazze del vivaio romano ed allenata da Amedeo D'Antoni, un "guru" del basket femminile laziale. La squadra si allena nella capitale e gioca le partite casalinghe a Viterbo, ottenendo la salvezza. In estate i dirigenti romani decidono di non proseguire il progetto viterbese e cedono i diritti di serie A2 al Basket Ants, che sostituisce così dopo 15 anni il marchio Virtus.

### Ants Basket
Il club è nato nel 2004 con lo scopo di sviluppare attività a livello giovanile. Nel 2010 viene ammessa al campionato di Serie A2, grazie all'acquisto dei diritti della Virtus Viterbo.
La stagione 2010-11 vede le Ants di Carlo Scaramuccia approdare ai playoff di serie A2, obiettivo stagionale, dove sono subito eliminate dall'Olimpia La Spezia. La squadra è rifondata con alcune giocatrici già presenti nelle Ants e alcuni nuovi arrivi che ne alzano il tasso tecnico. 
Nella stagione 2011-2012 retrocede dopo i play-out, ma successivamente è ripescata a causa della mancata iscrizione di alcune società al campionato successivo.
Fino al 2016-2017 ha militato in Serie A2.

## Cronistoria
| Cronistoria della Sisv - Virtus - Ants Basket Viterbo |
| --- |
| - 1974 · Fondazione della SISV con sede a Viterbo. - 1980-1981 · Sisv, 6ª nel Girone A di Serie A1, 3ª in Poule Salvezza. - 1981-1982 · Sisv, 6ª nel Girone A di Serie A1, 2ª in Poule Salvezza, quarti di finale dei play-off. - 1982-1983 · Petretti, 2ª nel Girone B di Serie A1, 4ª nella Poule finale, quarti di finale dei play-off. - 1983-1984 · Sisv, 5ª nel Girone A di Serie A1, 2ª nella Poule recupero. Quarti di finale di Coppa Ronchetti. Vince la Coppa Italia (1º titolo). - 1984-1985 · Bata, 2ª nel Girone B di Serie A1, 2ª nella Poule finale, finalista play-off. Finalista di Coppa Ronchetti. - 1985-1986 · Bata, 1ª nel Girone B di Serie A1, 3ª nella Poule finale, semifinalista play-off. Quarti di finale di Coppa Ronchetti. - 1986-1987 · Pool Giraffe, 9ª in Serie A1, quarti di finale play-off. - 1987-1988 · Giraffe Pool, 10ª in Serie A1. Vince la Coppa Italia (2º titolo). - 1988-1989 · Perugini, 6ª in Serie A1, quarti di finale play-off. - 1989-1990 · Saturnia, 7ª in Serie A1, quarti di finale play-off. Quarti di finale di Coppa Ronchetti. - 1990-1991 · Saturnia, 13ª in Serie A1. - 1991-1992 · Saturnia, 15ª in Serie A1, retrocessa in Serie A2. - 1992-1993 · 1ª nel Girone B di Serie A2, promossa in Serie A1. - 1993-1994 · Nardini, 13ª in Serie A1. Quarti di finale di Coppa Italia. - 1994-1995 · Simca, 12ª in Serie A1, retrocessa in Serie A2, scompare. Quarti di finale di Coppa Italia. - 1995 · fondazione della Virtus Viterbo - 1999-2000 · Autoamericana, 7ª nel Girone B di Serie A2. - 2000-2001 · Americana, 4ª nel Girone B Serie A2, 4ª nella Poule 2. - 2001-2002 · 3ª nel Girone B Serie A2, 1ª nel Girone 2 di Poule promozione, promossa in Serie A1. - 2002-2003 · Gescom, 11ª in Serie A1. - 2003-2004 · Gescom, 8ª nel Girone B di Serie A1, 2ª nel Gruppo C, 5ª in Poule salvezza, retrocessa in Serie A2. - 2004-2005 · Gescom, 1ª nel Girone B di Serie A2, promossa in Serie A1. - 2005-2006 · Gescom, 12ª in Serie A1, salva ai play-out. - 2006-2007 · Gescom, 11ª in Serie A1, salva ai play-out. - 2007-2008 · Gescom, 10ª in Serie A1, perde i play-out, retrocessa in Serie A2; acquista i diritti del San Raffaele Basket. - 2008-2009 · Gescom MCI, 14ª in Serie A1, retrocessa in Serie A2. - 2009-2010 · 12ª nel Girone Sud di Serie A2, ottavi di finale play-off; cede i diritti all'Ants Basket Viterbo, fondata nel 2004. - 2010-2011 · 7ª nel Girone Sud di Serie A2, quarti di finale play-off. - 2011-2012 · Defensor, 13ª nel Girone Sud di Serie A2, salvo ai play-out. - 2012-2013 · Defensor, 10ª nel Girone Sud di Serie A2, salvo ai play-out. - 2013-2014 · Defensor, 7ª nella Conference Centro-Sud di Serie A2, 6ª nella Poule Retrocessione B, retrocessa in Serie A3 e poi ripescata. - 2014-2015 · Defensor, 7ª nel Girone C di Serie A2, 5ª nel Girone G di Poule Retrocessione. - 2015-2016 · Defensor, 9ª nel Girone B di Serie A2. - 2016-2017 · Defensor, 12ª nel Girone B di Serie A2, perde i play-out, retrocessa in Serie B. - 2017-2018 · 3ª nel girone laziale di Serie B, semifinalista spareggi. - 2018-2019 · 2ª nel girone laziale di Serie B, vince le finali play-off, promossa in Serie A2. - 2019-2020 · Belli 1967 Landscape, 13ª nel Girone Sud di Serie A2, rinuncia all'iscrizione. - 2020-2021 · in Serie B. |

## Palmarès
- Coppa Italia: 1

1984 (vinta dalla Sisv Viterbo); 1988